# La Foi du braconnier
La Foi du braconnier est le premier roman de l’artiste Marc Séguin, paru en 2009 chez Leméac.
Ce roman a remporté le Prix littéraire des collégiens du Québec en 2010.

## Résumé
Le narrateur, Marc S. Morris relate son voyage à travers l’Amérique du Nord. Ce trajet, il l’avait débuté en 1991, à la suite d'une rupture avec une femme qui l’a accusé de manquer de courage. Il passe par le Dakota, Winnipeg, Esterhazy et plusieurs autres endroits, puis revient à Montréal. Sur sa route, il multiplie les aventures amoureuses, cuisine beaucoup, subit la constante déception de son environnement et braconne. Il tombe amoureux d’une certaine Emma et s’établit avec elle. Néanmoins, son amour ne repousse pas l’idée du suicide. Il essaie de mettre fin à ses jours, mais il ne réussit pas.

## Analyse
Le récit est axé sur la quête du narrateur, celle d’avoir la foi en la nature humaine. Invariablement, Morris est déçu. Les hommes le rebutent à cause de leurs valeurs capitalistes, de leur hypocrisie religieuse et de leurs penchants pour la surconsommation. Cette déception, voire ce dégoût, est déjà à son paroxysme à ses vingt et un ans. De plus, la société contemporaine lui donne le goût du sang; il tue des animaux, mais seulement «pour ne pas tuer les hommes» ou pour ne pas mettre fin à sa propre vie. Le thème de la déception est intimement lié à celui du rejet. Marc S. Morris repousse les conventions, ne respecte pas les règles, exècre le romantisme et abhorre l’idée de bonheur.[réf. nécessaire]

## Honneurs
- Prix littéraire des collégiens 2010

## Éditions
- Leméac, 2009
- Bibliothèque québécoise, 2012 (édition de poche)